# Caluco
Caluco (que significa en náhuat «lugar de guaras o guacamayas» ya que la partícula kalu es un aféresis de kakalut que significa "guacamaya" en náhuat) es un distrito del municipio de Sonsonate Este en el departamento de Sonsonate, El Salvador. De acuerdo al censo salvadoreño de 2024, tiene una población de 10 330 habitantes.
| Censo | Población | Cambio | Porcentaje |
| ----- | --------- | ------ | ---------- |
| 2007  | 9 139     | N/D    | N/D        |
| 2024  | 10 330    | 1 191  | 13.0%      |

## Historia
Caluco antes de la conquista era una de las dos mitades del altépetl de Itzalco o Itzkalko, siendo la otra mitad Tecpán Izalco (la actual Izalco; y lo de tecpán, qué significa palacio, hacía referencia que ahí estaba la residencia del gobernante del altépetl); y, según un censo de 1582, se dividía en 5 calpullis que se llamaban: Caluco, Miahuatlán, Comalapa, Apaneca, y San Martín (desconociéndose en este último su nombre prehispánico; y en el caso de los demás, no se deben confundir con poblaciones de igual denominación).
A principios de la colonia española era conocida como Caluco Izalco y era una  de las principales productoras de cacao, junto con Tecpán Izalco, Tacuzcalco, y Nahulingo; y para 1548, tanto Caluco como Izalco daban cada uno a sus respectivos encomenderos un total de 1000 xiquiples de cacao (lo que es igual a 8 millones de granos de cacao, ya que un xiquipil son 8000 granos; lo que equivale a unas 18.000 libras). En 1582 su cacique gobernador era Gregorio de Valencia, quien tenía a su hija María casada con Francisco Cortés cacique de Tecpán (población extinta ubicada cerca de Opico y de la actual Ciudad Arce).
Pertenecería a la Alcaldía Mayor de Sonsonate, y desde 1824 ingresaría al departamento del mismo nombre. En el lugar fue construida una iglesia por frailes dominicos, consagrada a San Pedro Apóstol, la cual fue destruida por el terremoto de Santa Marta en 1773. Hacia el año 1890 habían 790 habitantes.

## Información general
La extensión del distrito es de 51,43 km², y la cabecera tiene una altitud de 385 m s. n. m. El topónimo Caluco es una palabra náhuat compuesta por calu (que en náhuat se escribiría correctamente como kalu), que es un aféresis de la palabra kakalut (qué significa guara o guacamaya); y el sufijo locativo -ku (escrito en el español como -co; qué significa lugar); por lo tanto, significaría: «Lugar de guaras o guacamayas». Sus fiestas patronales se celebran del 27 al 30 de junio en honor de San Pedro Apóstol. Entre los sitios de atracción turística se encuentran las ruinas de la iglesia colonial y el Balneario de Agua Caliente.